# Martin Eisengrein
Martin Eisengrein (Stoccarda, 28 dicembre 1535 – Ingolstadt, 4 maggio 1578) è stato un teologo tedesco.

## Biografia
Figlio di genitori luterani studiò umanesimo alla scuola latina di Stoccarda, e arti liberali e filosofia all'Università di Tubinga. Per far piacere al padre, borgomastro di Stoccarda, si immatricolò come studente di giurisprudenza all'Università di Ingolstadt, il 25 maggio 1553, ma prima che fosse trascorso un anno si spostò all'Università di Vienna, dove ottenne il titolo di Magister Artium nel maggio del 1554.
Durante il tollerante regno di Ferdinando I, Eisengrein, anche se ancora di religione protestante, divenne nel 1555 professore di eloquenza e, due anni dopo, di fisica all'Università di Vienna, una istituzione cattolica. Sebbene la continua frequentazione di cattolici e soprattutto il suo rapporto frequente con i gesuiti di Vienna possono aver avuto una grande influenza nel determinare l'accettazione della fede cattolica, ancora la sua conversione era in uno stato instabile, come emerge dai suoi numerosi scritti controversi e dalla sua sollecitudine scrupolosa per l'integrità della fede cattolica e della morale presso l'Università di Ingolstadt. La sua conversione ebbe luogo intorno al 1558. Nel 1559 ricevette un canonicato a Santo Stefano a Vienna, e un anno dopo fu ordinato sacerdote. Nel 1562 si recò presso l'Università di Ingolstadt dove era stato invitato dal soprintendente, Friedrich Staphylus. Lì fu nominato parroco della chiesa di San Maurizio, incorporata all'università, e nel mese di aprile dello stesso anno fu eletto rettore dell'università.
Oltre ad essere professore, dedicò molto del suo tempo allo studio della teologia e, dopo aver ricevuto la laurea in questa scienza, l'11 novembre 1563, iniziò a insegnarla nel gennaio 1564. Il duca Alberto V di Baviera lo scelse come consigliere, lo nominò prevosto della collegiata di Moosburg an der Isar, e poco dopo della collegiata di Altötting e della cattedrale di Passau. Nel 1563 e nel 1564 partecipò alle conferenze politico-religiose alla corte imperiale di Vienna; nel 1566 il duca Alberto lo inviò presso papa Pio V per sostenere la nomina del principe Ernest come principe-vescovo di Frisinga, e nel 1568-9 era cappellano di corte imperiale a Vienna. Nel 1570 è stato nominato sovrintendente dell'Università di Ingolstadt, e da allora in poi rivolse tutta la sua attenzione alla promozione dell'università.
Proprio in questo periodo, l'attrito tra i professori laici e i gesuiti, che risaliva al momento in cui questi ultimi avevano cominciato a tenere cattedre all'università nel 1556, minacciò di diventare grave. Nel 1568 Eisengrein e Pietro Canisio avevano pacificamente risolto alcune divergenze tra le due fazioni, ma quando nel 1571 il duca Alberto ha deciso di inserire il pœdagogium e il corso filosofico nelle mani dei gesuiti, gli altri professori protestarono rumorosamente. Con il suo tatto Eisengrein riuscì a conciliare temporaneamente i professori non gesuiti con il nuovo ordinamento. Ben presto, però, le ostilità ripresero, e al fine di porre fine a queste liti, i gesuiti trasferirono il corso di Pœdagogium e filosofia a Monaco di Baviera nel 1573. Sembra però che i gesuiti fossero indispensabili per l'Università di Ingolstadt, dato che due anni dopo l'università decise di richiamarli urgentemente, e nel 1576 si trasferirono nella nuova costruzione, nel Collegio dei Gesuiti di Ingolstadt. Eisengrein aveva sempre a cuore il bene dell'università e riconobbe pubblicamente l'efficienza dei Gesuiti come educatori, in un discorso del 19 febbraio 1571. C'erano state, infatti, alcune differenze di vedute tra Eisengrein e i gesuiti nel 1572, ma il distacco fu solo temporaneo, come risulta dal fatto che lasciò in eredità 100 fiorini alla biblioteca dei Gesuiti. Morì a Ingolstadt.
Il grande servizio che Eisengrein rese all'università di Ingolstadt fu l'organizzazione della biblioteca. Fu grazie ai suoi sforzi che le preziose biblioteche private di Johann Egolph, vescovo di Augsburg, Thaddeus Eck, cancelliere del duca Alberto, e Rudolph Clenek, professore di teologia a Ingolstadt, vennero annesse alla biblioteca universitaria.

## Opere
Le attività di Eisengrein non si limitavano all'università. Con numerosi sermoni controversi, alcuni dei quali sono capolavori di oratoria, contribuì alla soppressione del luteranesimo in Baviera. Molti dei suoi sermoni sono stati pubblicati separatamente e collettivamente in tedesco e latino durante la sua vita. Alcuni a cura di Johann Nepomuk Brischar in "Die kathol. Kanzelredner Deutschlands" (Schaffhausen, 1867–70), I, 434-545.
Egli è anche l'autore di una storia, spesso ristampata, del Santuario della Beata Vergine ad Altötting (Ingolstadt, 1571) e di un paio di altre opere di minore importanza.
- De certitudine gratiae
- Historia Mariae Veteris Oettingensis
- De cursu philosophico et paedagogico